# Nicole (Sängerin, 1964)

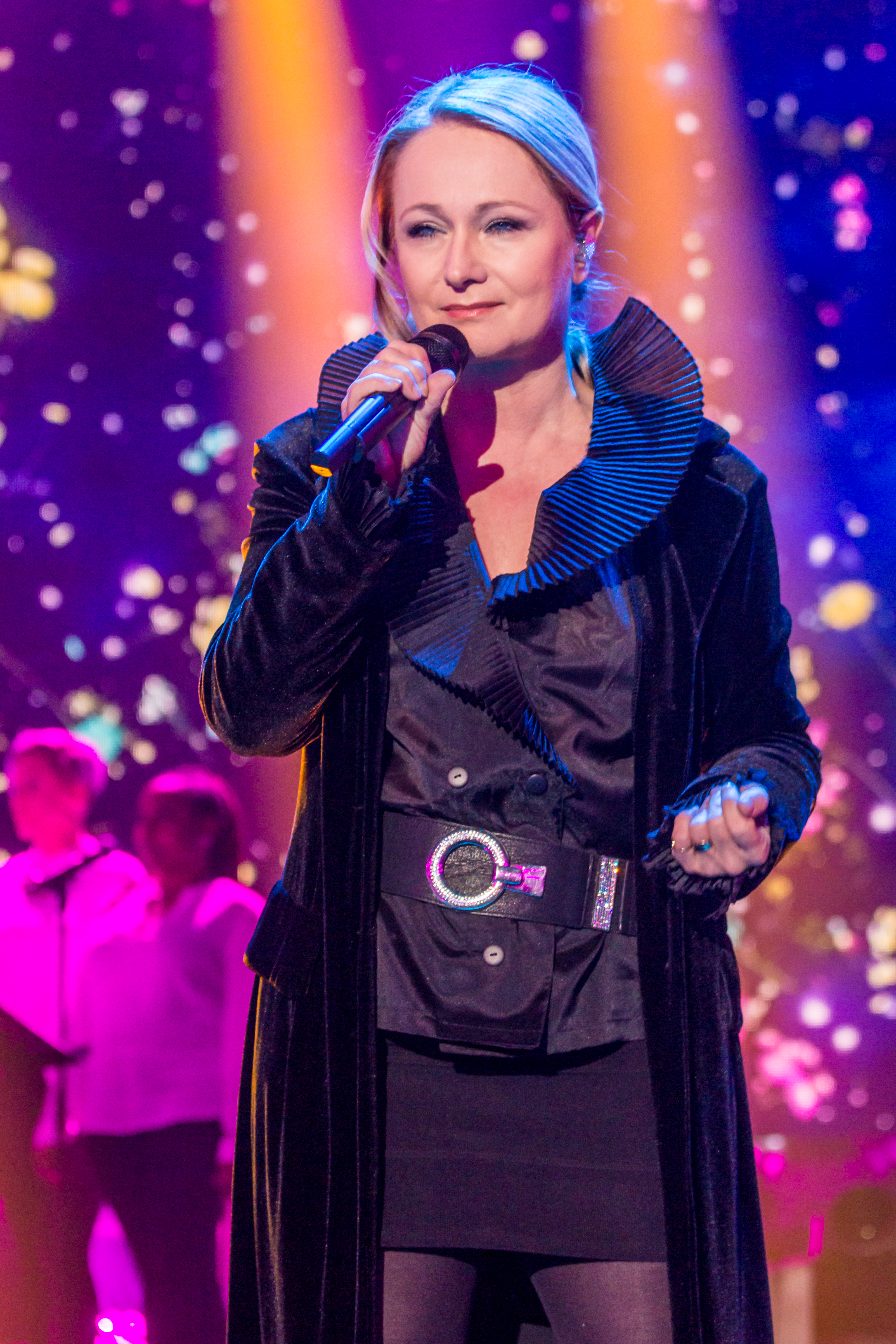
Nicole, 2017

Nicole (* 25. Oktober 1964 als Nicole Hohloch in Saarbrücken; verheiratete Nicole Seibert) ist eine deutsche Schlagersängerin. Mit 17 Jahren gewann sie als Interpretin des Liedes Ein bißchen Frieden den Eurovision Song Contest 1982 und errang damit den ersten Sieg für Deutschland bei diesem Wettbewerb.

## Leben

### Frühe Jahre
Nicole wurde als Tochter von Marliese und Siegfried Hohloch geboren. Ab 1971 hatte sie ihre ersten Auftritte bei Schul- und Betriebsfesten und wurde im Jahre 1980 auf einem Liederfestival in Schwäbisch Hall von Robert Jung entdeckt. Im selben Jahr sang sie das Titellied in der deutschen Synchronisation der japanischen Anime-Serie Captain Harlock. 1981 nahm Jupiter-Records mit Ralph Siegel die Sängerin unter Vertrag. Im Sommer desselben Jahres wurde der Titel Flieg nicht so hoch, mein kleiner Freund veröffentlicht. Das Lied stand insgesamt 22 Wochen in den Singlecharts und erreichte Platz zwei der Verkaufslisten.

### 1982–1992: Durchbruch und Erfolge
Am 24. April 1982 gewann die damals 17-jährige Gymnasiastin als erste deutsche Vertreterin den Eurovision Song Contest (ESC) im englischen Harrogate mit dem Lied Ein bißchen Frieden. Der Titel war auch kommerziell sehr erfolgreich; die Single wurde weltweit über fünf Millionen Mal verkauft und mehrfach mit Gold und Platin ausgezeichnet.
Eine Sensation war 1982, dass Nicole auch aus Israel 12 von 12 möglichen Punkten für ihren Beitrag erhielt. Besonders beeindruckte sie, dass sie nach dem ESC von der israelischen Regierung eingeladen wurde und vor Soldaten „Ein bißchen Frieden“ singen konnte.
Nicole belegte siebzehnmal den ersten Platz bei der ZDF-Hitparade. In Großbritannien erreichte sie als erste Deutsche mit der englischen Version A Little Peace den ersten Platz der Charts und trat in der BBC bei Top of the Pops auf.
Zusammen mit Claus-Erich Boetzkes kommentierte Nicole für das deutsche Fernsehen den Eurovision Song Contest 1988 in Dublin.
1991 gewann sie das Goldene Schlagerband als Siegerin des Ersten Deutschen Song-Festivals Schlager ’91 in der Berliner Deutschlandhalle. 1992 erhielt sie den ECHO Pop in der Kategorie „erfolgreichste Sängerin/Deutscher Schlager“.

### Seit 2008: Comeback und weitere Karriere
Im Winter 2008/2009 ging Nicole nach langer Pause wieder auf Tour, um ihr im Frühjahr 2008 veröffentlichtes Album Mitten ins Herz zu präsentieren. Bei dieser Tour spielte Nicole unplugged. Nicole sang allein und wurde nur von einer Chorstimme begleitet. Sie spielte auf dem Akkordeon und dem Cajón. Eine Gitarre, ein Bass und ein Cajón sorgten für die musikalische Begleitung. Am 14. November 2009 begann sie ihre Kirchentour 2009 in der Auferstehungskirche in Kassel.
Nach beruflicher Trennung von Ralph Siegel wechselte Nicole von Jupiter Records zu Ariola, ebenfalls unter dem Dach von Sony Music Entertainment; 2013 wechselte sie zum Plattenlabel Telamo.
Anlässlich ihres 30-jährigen Bühnenjubiläums erschien am 29. Oktober 2010 eine Doppel-CD und eine DVD mit dem Titel 30 Jahre mit Leib und Seele.
Auf dem 2019er Album 50 ist das neue 25 stammen die Texte von acht Liedern von Heinz Rudolf Kunze, mit dem Nicole befreundet ist; für sieben dieser Kunze-Texte hat Jens Carstens die Musik komponiert.

### Privates
Seit dem 17. August 1984 ist Nicole mit ihrem Jugendfreund, dem Kfz-Sachverständigen Winfried Seibert, verheiratet. Das Paar hat zwei Töchter und zwei Enkelkinder. Die Familie lebt in Nohfelden-Neunkirchen im Saarland. Im Dezember 2020 wurden bei ihr zwei bösartige Tumore in der rechten Brust entdeckt. Im Juli 2022 verkündete sie ihre erfolgreiche Heilung: „Ich bin einfach nur froh, dass es vorbei ist und ich wieder richtig nach vorne schauen kann“.

## Diskografie

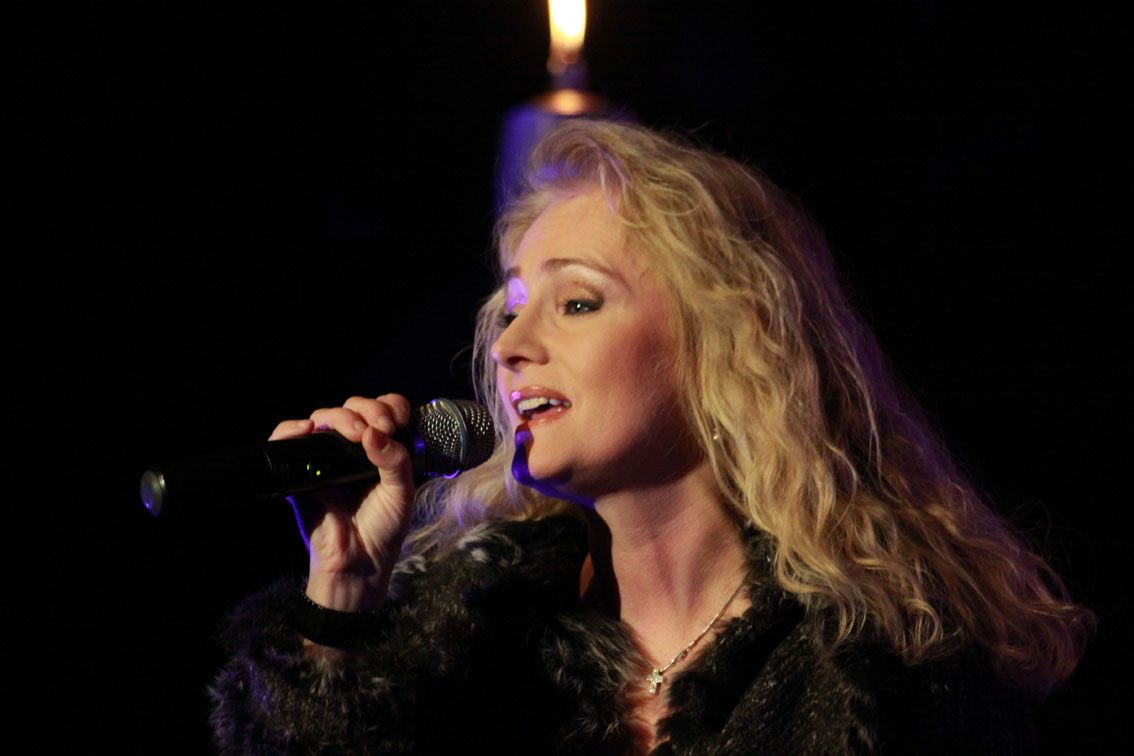
Nicole, 2010

Studioalben

| Jahr | Titel                                                                    | Höchstplatzierung, Gesamtwochen/‑monate, AuszeichnungChartplatzierungen (Jahr, Titel, Platzierungen, Wochen/Monate, Auszeichnungen, Anmerkungen) | Höchstplatzierung, Gesamtwochen/‑monate, AuszeichnungChartplatzierungen (Jahr, Titel, Platzierungen, Wochen/Monate, Auszeichnungen, Anmerkungen) | Höchstplatzierung, Gesamtwochen/‑monate, AuszeichnungChartplatzierungen (Jahr, Titel, Platzierungen, Wochen/Monate, Auszeichnungen, Anmerkungen) | Höchstplatzierung, Gesamtwochen/‑monate, AuszeichnungChartplatzierungen (Jahr, Titel, Platzierungen, Wochen/Monate, Auszeichnungen, Anmerkungen) | Anmerkungen                                             |
| Jahr | Titel                                                                    | DE | AT | CH | UK | Anmerkungen                                             |
| ---- | ------------------------------------------------------------------------ | --- | --- | --- | --- | ------------------------------------------------------- |
| 1981 | Flieg nicht so hoch, mein kleiner Freund                                 | — | — | — | — | Erstveröffentlichung: 1981                              |
| 1982 | Ein bißchen Frieden auch bekannt als: A Little Peace (englische Version) | DE1 Gold · (20 Wo.)DE | AT1 (5 Mt.)AT | — | UK85 (2 Wo.)UK | Erstveröffentlichung: 17. Juni 1982 Verkäufe: + 250.000 |
| 1983 | So viele Lieder sind in mir                                              | DE22 (13 Wo.)DE | AT16 (1 Mt.)AT | CH20 (1 Wo.)CH | — | Erstveröffentlichung: September 1983                    |
| 1985 | Gesichter der Liebe                                                      | — | — | — | — | Erstveröffentlichung: 1985                              |
| 1986 | Laß mich nicht allein                                                    | — | — | — | — | Erstveröffentlichung: 1986                              |
| 1987 | Moderne Piraten                                                          | — | — | — | — | Erstveröffentlichung: 1987                              |
| 1988 | So wie du                                                                | — | — | — | — | Erstveröffentlichung: 1988                              |
| 1990 | Für immer…für ewig…                                                      | — | — | — | — | Erstveröffentlichung: 1990                              |
| 1991 | Und ich denke schon wieder nur an dich                                   | — | — | — | — | Erstveröffentlichung: 2. September 1991                 |
| 1992 | Wenn schon…denn schon                                                    | DE59 (9 Wo.)DE | — | — | — | Erstveröffentlichung: 9. November 1992                  |
| 1993 | Mehr als nur zusammen schlafen gehn                                      | DE82 (5 Wo.)DE | — | — | — | Erstveröffentlichung: 4. Oktober 1993                   |
| 1994 | Und außerdem …                                                           | — | — | — | — | Erstveröffentlichung: 24. Oktober 1994                  |
| 1996 | Pur                                                                      | DE31 (14 Wo.)DE | — | — | — | Erstveröffentlichung: 3. Juni 1996                      |
| 1998 | Abrakadabra                                                              | DE33 (5 Wo.)DE | — | — | — | Erstveröffentlichung: 20. April 1998                    |
| 1999 | Visionen                                                                 | DE29 (5 Wo.)DE | — | — | — | Erstveröffentlichung: 20. September 1999                |
| 2001 | Kaleidoskop                                                              | DE55 (3 Wo.)DE | — | — | — | Erstveröffentlichung: 2. April 2001                     |
| 2002 | Ich lieb dich                                                            | DE36 (3 Wo.)DE | — | — | — | Erstveröffentlichung: 9. September 2002                 |
| 2004 | Für die Seele                                                            | DE31 (3 Wo.)DE | — | — | — | Erstveröffentlichung: 3. Mai 2004                       |
| 2005 | Alles fließt                                                             | DE21 (11 Wo.)DE | — | — | — | Erstveröffentlichung: 30. Mai 2005                      |
| 2006 | Begleite mich                                                            | DE36 (2 Wo.)DE | — | — | — | Erstveröffentlichung: 24. März 2006                     |
| 2008 | Mitten ins Herz                                                          | DE24 (3 Wo.)DE | — | CH96 (1 Wo.)CH | — | Erstveröffentlichung: 8. Februar 2008                   |
| 2009 | Meine Nummer 1                                                           | DE56 (1 Wo.)DE | — | — | — | Erstveröffentlichung: 19. Juni 2009                     |
| 2012 | Jetzt komm ich                                                           | DE39 (1 Wo.)DE | — | — | — | Erstveröffentlichung: 16. März 2012                     |
| 2013 | Alles nur für Dich                                                       | DE29 (2 Wo.)DE | — | — | — | Erstveröffentlichung: 10. Mai 2013                      |
| 2014 | Das ist mein Weg                                                         | DE34 (1 Wo.)DE | — | — | — | Erstveröffentlichung: 24. Oktober 2014                  |
| 2016 | Traumfänger                                                              | DE19 (1 Wo.)DE | AT49 (1 Wo.)AT | CH92 (1 Wo.)CH | — | Erstveröffentlichung: 15. April 2016                    |
| 2017 | 12 Punkte                                                                | DE18 (5 Wo.)DE | AT57 (1 Wo.)AT | — | — | Erstveröffentlichung: 14. April 2017                    |
| 2019 | 50 ist das neue 25                                                       | DE21 (1 Wo.)DE | AT70 (1 Wo.)AT | — | — | Erstveröffentlichung: 11. Oktober 2019                  |
| 2022 | Ich bin zurück                                                           | DE17 (2 Wo.)DE | — | CH92 (1 Wo.)CH | — | Erstveröffentlichung: 21. Oktober 2022                  |
| 2024 | Carpe diem                                                               | DE37 (1 Wo.)DE | — | — | — | Erstveröffentlichung: 15. November 2024                 |

grau schraffiert: keine Chartdaten aus diesem Jahr verfügbar

## Auszeichnungen
- 1982–2001: 11× Goldene Stimmgabel
- 1982, 2002: Goldene Europa
- 1982: Siegerin des Eurovision Song Contest (Concours Eurovision de la chanson) 1982
- 1983: 2. Platz beim World Popular Song Festival in Tokio (mit der Komposition So viele Lieder sind in mir von Robert Jung und Ralph Siegel)
- 1987: Silberne Lyra beim Songfestival von Bratislava (mit der Ralph-Siegel-Komposition Song for the World)
- 1992: ECHO Pop in der Kategorie „erfolgreichste Sängerin/Deutscher Schlager“
- 1999: Saarländischer Verdienstorden
- 2001: Paul-Lincke-Ring
- 2017: smago! Award